# Ималъелга
Ималъелга (Ималелга) (баш. Имәлйылға) — река в Ишимбайском районе Башкортостана, правый приток Урюка.
Начало в 6 км к западу от д. Ялтаран. Протекает с севера на запад по территории Ишимбайского района. Устье реки находится в 67 км от устья Урюка. Ландшафт — берёзово-осиновые леса на серых лесных почвах.
Длина реки составляет 10 км.

## Притоки
Левые:
- Казнаелга (баш. Ҡаҙнайылға — казённая река)
- Карагас (баш. Ҡарағас — лиственница)

## Данные водного реестра
По данным государственного водного реестра России относится к Камскому бассейновому округу, водохозяйственный участок реки — Нугуш от истока до Нугушского гидроузла, речной подбассейн реки — Белая. Речной бассейн реки — Кама.
Код объекта в государственном водном реестре — 10010200312111100017965.